# NGC 4478
NGC 4478 ist eine elliptische Galaxie vom Hubble-Typ E2 im Sternbild Jungfrau am Nordsternhimmel, die schätzungsweise 58 Millionen Lichtjahre von der Milchstraße entfernt ist. Die Galaxie befindet sich in der Nähe der Galaxie NGC 4476 und ist Teil des Virgo-Galaxienhaufens.
Das Objekt wurde am 12. April 1784 von dem Astronomen William Herschel mithilfe seines 18,7 Zoll-Spiegelteleskops entdeckt.